# Eutrophierung

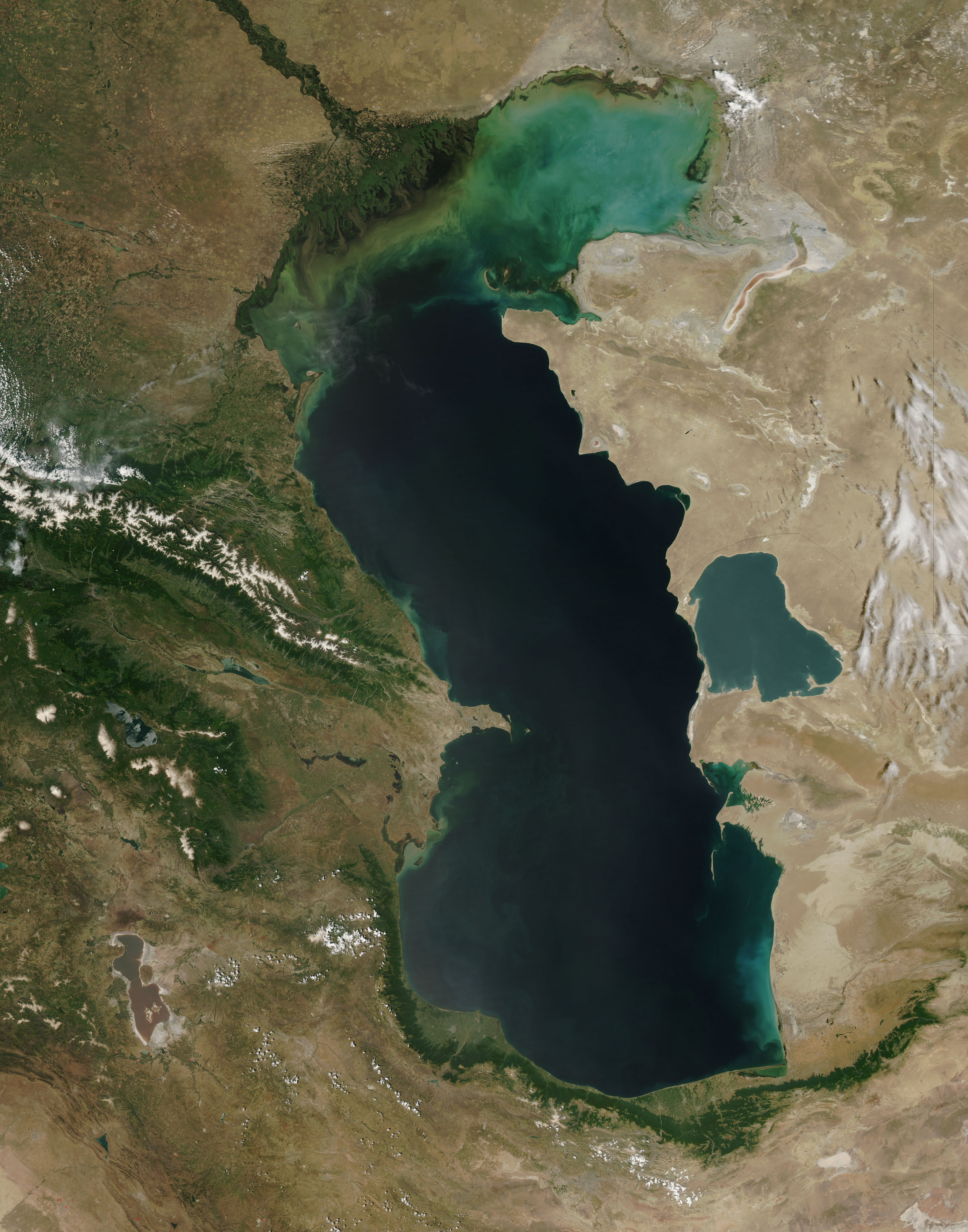
Eutrophierungserscheinungen im nördlichen Bereich des Kaspischen Meeres, östlich der Wolgamündung: Algenblüte durch hohe Düngerzufuhr (Satellitenaufnahme von 2003)

Eutrophierung (von griech. εύτροφος eútrophos, ‚gut nährend‘) ist ein Terminus aus der Ökologie. Damit wird allgemein die Anreicherung von Nährstoffen in einem Ökosystem oder einem Teil desselben bezeichnet. Im engeren Sinne ist meist die durch den Menschen bedingte (anthropogene) Erhöhung des Nährstoffgehalts von Gewässern durch gelöste Nährstoffe, besonders Stickstoff und Phosphor gemeint, die meist mit nachteiligen Folgen für die Ökologie der Gewässer und ihre Nutzbarkeit durch den Menschen verbunden ist. Eutrophierung beruht also auf Nährstoffeintrag mit Nährstoffanreicherung im System. Der Duden definiert sie „als unerwünschte Zunahme eines Gewässers an Nährstoffen und damit verbundenes nutzloses und schädliches Pflanzenwachstum“.
Die Zunahme erfolgt meist durch den Zufluss der Nährstoffe aus Abwässern sowie durch Eintrag aus intensiv gedüngten landwirtschaftlichen Nutzflächen. Die Eutrophierung eines Gewässers verursacht eine Erhöhung seiner Primärproduktion, welche eine gesteigerte Sauerstoffzehrung zur Folge hat.

## Eutrophierung von Gewässern: Definition
Die Eutrophierung eines Gewässers ist kein Zustand, sondern ein Prozess. Pflanzennährstoffe werden aus dem Einzugsgebiet in das Gewässer, das als natürliche Senke wirkt, eingetragen; heute ist in einigen Fällen auch der Eintrag aus der Luft (Auswaschung von Luftschadstoffen oder Staub durch Regen) bedeutsam. Der Eintrag kann dabei in anorganischer Form, als gelöste Nährsalze, oder in Form von Biomasse erfolgen. Die hydrobiologische Forschung hat dabei zwei Schlüsselnährstoffe identifiziert, die für nahezu alle Eutrophierungsvorgänge verantwortlich sind, Stickstoff und Phosphor. Dabei ist in Seen und anderen limnischen Systemen fast immer Phosphor entscheidend, während Stickstoff vor allem in Randmeeren und Ästuaren (sowie in terrestrischen Systemen) bedeutsam ist. Die Nährstoffe reichern sich im System an. Dabei bilden der freie Wasserkörper, die Wasserorganismen und das Sediment jeweils Nährstoffreservoire aus, zwischen denen intensive und mannigfaltige Wechselbeziehungen bestehen. Bei den Organismen sind dabei die „höheren“, in der Regel wurzelnden Wasserpflanzen, zum Beispiel Röhricht-Arten, Wasserpflanzen wie Wasserpest und Tausendblatt (die sogenannten Makrophyten), und die im Wasser schwebenden, einzelligen Algen, das Phytoplankton, zu unterscheiden. Bei der Eutrophierung ist, von extrem flachen Gewässern abgesehen, meist das Phytoplankton für den Gewässerzustand von größerer Bedeutung.  Die von den Organismen gebildete Biomasse wird normalerweise nicht vollständig mineralisiert, ein Teil sinkt zu Boden und bildet eine nach und nach anwachsende organische Sedimentauflage aus, die letztlich zum Verlanden eines Gewässers führen kann.
Der jeweilige Zustand des Gewässers wird über das sogenannte Trophiesystem klassifiziert. Während die Limnologen bis in die 1950er Jahre nur zwei Klassen unterschieden, oligotroph (arm an Nährstoffen) und eutroph (reich an Nährstoffen), wurden später weitere Zustände ergänzt. Insbesondere wurden jenseits der eutrophen Klasse polytrophe und hypertrophe Gewässer unterschieden, deren Nährstoffgehalt noch höher liegt als die eutrophe Stufe. Während ein eutrophes Gewässer die natürliche Endstufe eines verlandenden Flachgewässers darstellt und im Prinzip ein natürlicher Zustand ist, treten (von seltenen Ausnahmefällen abgesehen) die höheren Trophiestufen nicht mehr natürlicherweise auf. Eutrophierung ist die Zustandsveränderung entlang der so definierten Trophie-Achse hin zu den nährstoffreicheren Zuständen. Ein Gewässer kann, sowohl natürlicherweise als auch aufgrund von Sanierungsmaßnahmen, sich entlang der Achse in umgekehrter Richtung bewegen, also nährstoffärmer werden; dies wird dann Oligotrophierung genannt. Für den Zustand des Gewässers sind dabei nur die Nährstoffe entscheidend, die gelöst oder löslich, und damit pflanzenverfügbar, sind. Die Festlegung von Phosphat in unlöslichen Mineralen oder durch Ausfällung von Seekreide in kalkhaltigen Gewässern wirkt also der Eutrophierung entgegen.
Bei der Definition von Eutrophierung betrachten viele Hydrobiologen nicht nur die Nährstoffgehalte allein, sondern berücksichtigen teilweise auch deren Wirkungen im Gewässer. Dies liegt daran, dass verschiedene Gewässer trotz gleicher absoluter Nährstoffgehalte sehr unterschiedlich empfindlich auf Eutrophierungsvorgänge reagieren können. Eutrophe Gewässer sind in der Regel durch hohe Phytoplankton-Bestände, die Algenblüten ausbilden können, stark getrübt und haben eine geringe Sichttiefe. Neben den Nährstoffgehalten werden, über die Wirkung der Organismen, weitere physikalische und chemische Parameter beeinflusst, insbesondere der Gehalt an gelöstem Sauerstoff, der in eutrophen Gewässern meist einen ausgeprägten Tagesgang zwischen Übersättigung tagsüber und Sauerstoffzehrung nachts aufweist. Im tiefen Wasser, in dem wegen Lichtmangel kein Algenwachstum möglich ist, überwiegt die Zehrung, so dass im Tiefenwasser und im Sediment oft anoxische Zustände auftreten. Auch die Artenzusammensetzung der Lebewesen verschiebt sich, da viele Arten unter diesen Bedingungen nicht mehr existieren können, während wenige begünstigte Arten nun zu Massenvermehrungen neigen. So überwiegt im Sediment von eutrophen Seen meist die Zuckmücken-Gattung Chironomus, in oligotrophen die Gattung Tanytarsus. Viele Limnologen haben diese Auswirkungen in ihre jeweilige Definition von Eutrophierung aufgenommen. Sie hängen, neben den Nährstoffgehalten, von weiteren Faktoren ab, etwa der Temperatur, dem Licht (und damit der Tiefe des Gewässers), seinem Basengehalt und weiteren.

## Natürliche Eutrophierung
Eutrophierung ist in eher seltenen Fällen ein natürlicher Prozess. So können im Zuge der Verlandung eines Sees vermehrt Nährstoffe in den See gelangen. In der Vergangenheit ist der Nährstoffeintrag durch klimatische Veränderungen, wie etwa bei skandinavischen Seen nach dem Rückzug der Gletscher am Ende der letzten Eiszeit gestiegen.

## Anthropogene Eutrophierung
Heute wird unter Eutrophierung meist die vom Menschen verursachte (anthropogene) Zufuhr vor allem von Phosphat verstanden. Die Phosphate gelangen aus Abwässern und dem Bodeneintrag der landwirtschaftlichen Düngung durch Niederschläge in die Gewässer. Der erhöhte Phosphateintrag führt primär zu einer erhöhten pflanzlichen Produktion. Der Effekt ist dabei in Seen größer als in Flüssen, da in letzteren die Nährstoffe wesentlich rascher ausgeschwemmt werden. Im Anschluss an die pflanzliche Biomasse steigt auch die Biomasse der Konsumenten und Destruenten. Damit steigt auch die Menge an organischem Material, das zu Boden sinkt (sedimentiert). In diesem Bereich (Profundal) steigt durch den mikrobiellen Abbau der organischen Substanz der Sauerstoffverbrauch (Sauerstoffzehrung). Sinkt die Sauerstoffkonzentration im Wasser unter 1 mg/l, so erfolgt eine weitere Phosphatfreisetzung aus dem Sediment (Phosphatmobilisierung). Dies führt zu einer Selbstverstärkung der Eutrophierung. Am Gewässerrand (Litoral) bewirkt die Eutrophierung auch eine Veränderung bei den hier wachsenden Pflanzengesellschaften.
In Fließgewässern führt Eutrophierung ebenfalls zu einer Steigerung der Produktion. Dabei vermehren sich in Gebirgsbächen besonders die epilithischen Algen, in größeren Gewässern die Makrophyten, was zur sogenannten Verkrautung führt. In aufgestauten Flüssen wächst besonders das Phytoplankton, was zur „Veralgung“ führt. Es kommt ebenfalls zu einer Verschiebung in der Artenzusammensetzung.
Wie in Pflanzenkläranlagen, können Wasserhyazinthen auch in natürlichen Gewässern den Phosphorkreislauf positiv beeinflussen und so einer Eutrophierung entgegenwirken.